# Der Hohenfriedberger
Der Hohenfriedberger, eller Hohenfriedberger Marsch, är en av de mest välkända tyska marscherna. Namnet kommer från den preussiska segern vid Slaget vid Hohenfriedberg under det österrikiska tronföljdskriget.
Det finns också uppgifter som tyder på att kung Fredrik II av Preussen själv skrivit marschen men inget har kunnat bekräftas.

## Text

### Referängen på Tyska
Drum, Kinder, seid lustig und allesamt bereit Auf, Ansbach-Dragoner! Auf, Ansbach-Bayreuth!
Drum, Kinder, seid lustig und allesamt bereit Auf, Ansbach-Dragoner! Auf, Ansbach-Bayreuth!

### Fotnoter
1. ↑  Militärmusiksamfundet Arkiverad 2 december 2007 hämtat från the Wayback Machine.